# NGC 5164
NGC 5164 هي مجرة تقع في كوكبة الدب الأكبر. اكتشفت المجرة من قبل وليام هيرشل في 14 أبريل 1789.

## وصلات خارجية
- NGC 5164 على موقع ويكي سكاي: DSS2, SDSS, GALEX, IRAS, Hydrogen α, X-Ray, Astrophoto, Sky Map, Articles and images

الإحداثيات:  13س 27د 11.9ث، +55° 29′ 14″